# Thomas Crawford

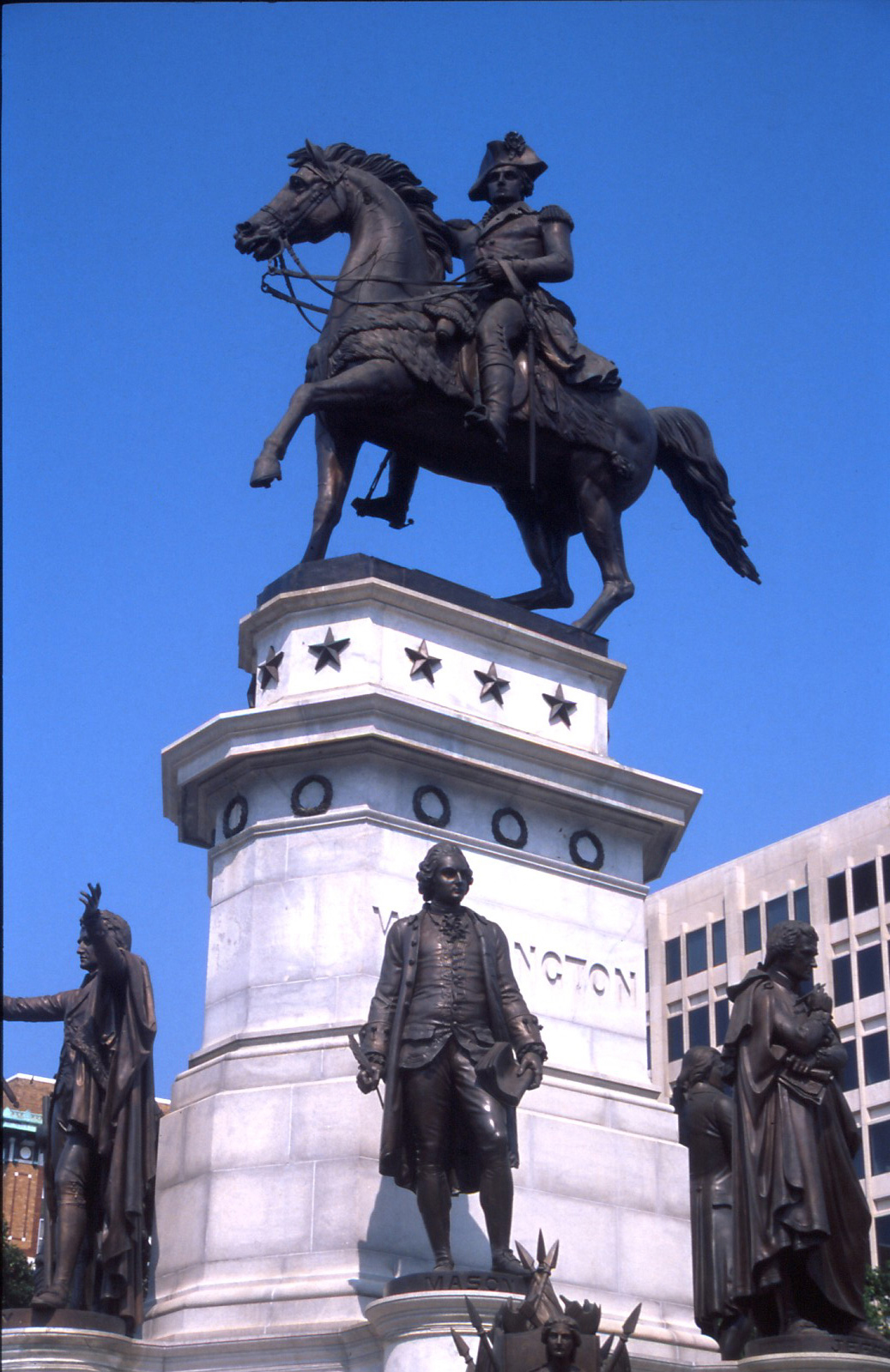
Washington memorial i Richmond.

Thomas Crawford, född 22 mars 1814 i New York, död 10 oktober 1857 i London, var en amerikansk skulptör. Han var far till Francis Marion Crawford.
Crawford arbetade under en tid under Bertel Thorvaldsen i Rom, och utförde vid sina av flera mindre marmorskulptörer de stora monumenten över George Washington i Richmond och över Ludwig van Beethoven i Boston samt Amerikas genius med flera skulpturer till Kapitolium i Washington D.C.